# Аристакес Себастаци
Аристакес Себастаци (арм. Արիստակես Սեբաստացի) — армянский писатель и переписчик XIV—XV вв. В литературе иногда называется и Рстакес (арм. Ռըստակես).

Обучение прошёл в Ерзнка, в монастырской школе Аваг Ванка, под руководством известного вардапета Геворга Ерзнкаци. Там же продолжает творческую деятельность. Известность приобрёл своими переписями рукописей. В 1412 году, по приглашению своего друга и однокашника Ованеса Ерзнкаци переезжает в Татевский, позже в Хермонский, оттуда в Егвардский монастырь. 
Из рупокисей, переписанных Аристакесом, сохранились следующие
- «Евангелие» (1383)
- «Хазгирк» (музыкально-педагогическая книга, 1405)
- «Хазгирк» (музыкально-педагогическая книга, 1408)
- «Жамагирк» (церковная книга, 1409)
- «Златочрев» Григора Татеваци (1412)
- «Истолкование» Ованеса Воротнеци (1412)

Аристакес писал также свои собственные произведения. До наших дней дошло только одно из них — «Советы образованным людям» (арм. «Խրատ ուսումնականաց անձանց»), которое автор вписал в свою редакцию «Златочрева».